# مايكل بليكلوك
مايكل بليكلوك (بالإنجليزية: Michael Blaiklock)‏ هو ممثل أمريكي بدأ مسيرته الفنية عام 2006.

## الأعمال
- فايرد أب
- فيلادلفيا دائما مشمسة
- ربات بيوت يائسات
- لا تثق في الع---- في الشقة 23
- ويت هوت أميريكان سمر:فيرست داي أو كامب

## وصلات خارجية
- مايكل بليكلوك على موقع IMDb (الإنجليزية)
- مايكل بليكلوك على موقع ميوزك برينز (الإنجليزية)
- مايكل بليكلوك على موقع قاعدة بيانات الفيلم (الإنجليزية)